# Morra
La morra és un joc que consisteix a encertar el nombre de dits mostrats entre dos jugadors. Es tracta d'un joc de societat molt conegut des de l'antiguitat en diversos països i que pot procedir del costum de comptar amb els dits.

## Com s'hi juga
Els dos jugadors amaguen un puny darrere de l'esquena, estenen els dits a mostrar. Després cada jugador a la mateixa vegada diu el nombre de dits que creu que hi haurà estesos entre les dues mans i simultàniament mostren les mans. Guanya qui encerti el resultat. Si cap jugador l'encerta es torna a començar.
La puntuació mínima a obtenir és 2, ja que no existeix el zero (el puny tancat val 1).
La paraula morra significa 10 dits, vol dir les dues mans obertes, una de cada jugador.
Es solen jugar partides per veure qui arriba abans als 5 o 21 punts, mantenint sempre un avantatge de 2 victòries sobre l'altre jugador: si es dona el cas d'un empat de 4 a 4, es juga pel punt d'avantatge, havent d'aconseguir un altre punt successivament per a guanyar la partida. A Terol és un joc molt estès, es juga en equips, i el marcador sol ser a dues partides de 21 punts, actualment es juga cada any un concurs i el poble que el guanya, organitza el torneig a l'any següent.

## Història
La morra és un joc molt antic i està documentat en nombroses notes històriques. La primera notícia que es té del joc de la morra procedeix de l'antic Egipte d'una tomba d'un alt dignatari de tall de la XXV Dinastia on s'observa clarament el difunt l'acció d'estendre el braç amb un número cara a cara amb una altra persona. En una pintura grega apareix clarament el joc després d'Helena i Paris amb les mans preparades per al joc de la morra.
Ciceró, en un escrit, diu que «dignus est qui cum in tenebris mices», és a dir: «és persona digna aquella amb qui pots jugar a la morra en la foscor». En llatí, la morra era indicada com a micatio, del verb micare, que per extensió significava micare digites, és a dir, estendre el dit en el joc.
En èpoques successives són alguns els testimonis del joc de la morra. El joc era molt conegut per les legions romanes i, allà on colonitzaven, donaven a conèixer el joc.

## Curiositats
Durant el temps del feixisme a Itàlia, el joc va ser prohibit. El motiu era el fet de soler-hi jugar després de beure alcohol, i la violència gestual i verbal podia conduir a malentesos en dir el número, amb la qual cosa molts cops el joc podia derivar en una baralla.